# Feliks Mikhajlov
Feliks Mikhajlov (russisk: Феликс Валерьевич Михайлов) (født 20. august 1967 i Makhatjkala i Sovjetunionen) er en russisk filminstruktør.

## Filmografi
- Veseltjaki (Весельчаки, 2009)[1][2]